# 켄터키 프라이드 무비
켄터키 프라이드 무비(The Kentucky Fried Movie)는 미국에서 제작된 존 랜디스 감독의 1977년 코미디 영화이다. 소울 카한 등이 주연으로 출연하였다.

## 출연

### 주연
- 소울 카한
- 데이빗 주커
- 마시 골드먼

### 조연
- 베리 데넨
- 로버트 스타

## 같이 보기
- 저맨 프라이드 무비: 우베 볼의 데뷔작으로 켄터키 프라이드 무비를 독일식으로 따라한 작품이다.